# Raymond Roques (homme politique)
Cet article concerne l'homme politique français. Pour l'aviateur et Compagnon de la Libération, voir Raymond Roques (aviateur).
Pour les articles homonymes, voir Roques.
Raimond Roques, né le 8 juillet 1902 à Labastide-Beauvoir et mort le 4 février 1991 à Villefranche-de-Lauragais, est un homme politique français.

## Biographie
Après des études de droit et de philosophie à Toulouse, Raimond Roques est d'abord professeur avant de se réorienter professionnellement et de devenir avoué, à Villefranche-de-Lauragais et Toulouse, à partir de 1930.
Engagé dans la Résistance, il s'oriente après la Libération vers la politique, milieu dans lequel baignait son épouse, nièce de l'ancien député Henri Auriol, et cousine par alliance de Jean-Louis Tixier-Vignancourt.
Adhérent au Mouvement Républicain Populaire, dont les forces sont faibles en Haute-Garonne, il est candidat en quatrième position sur la liste menée par Pierre Dumas lors de l'élection de la première constituante, en 1945. Il en est de même en juin 1946, quand il est deuxième, derrière Gilbert Getten, d'une liste qui n'obtient qu'un seul siège.
Malgré la dissidence de ce dernier, qui se présente en novembre sous l'étiquette de l'Union gaulliste, le MRP, désormais mené par Alfred Coste-Floret, obtient deux sièges de député, dont un pour Roques.
C'est lui qui a le privilège honorifique du discours d'ouverture du congrès national de son parti, qui se tient à Toulouse en 1948.
A l'Assemblée, il se consacre essentiellement aux questions de droit, notamment les naturalisations, la spoliation de biens pendant l'occupation, ou des domaines plus pratiques et moins spectaculaires, comme les droits de passage, les exonérations fiscales ou le statut du métayage et du fermage.
En 1950, il se prononce pour l'amnistie des collaborateurs, estimant que l’oubli des fautes est « la meilleure façon de triompher de l’adversaire ».
Ce sont surtout les amendements qu'il dépose en décembre 1950 à la loi électorale qui marquent son activité parlementaire. C'est en effet Roques qui est à l'origine de l'application du système des apparentements, qui permet à des listes concurrentes mais apparentées d'additionner leurs voix pour se partager ensuite tous les sièges à pourvoir. Ce système, ayant pour vocation d'éviter que les partis opposés à la Quatrième République (communiste et gaullistes) ne soient majoritaires à l'assemblée, qui se serait trouvée ingouvernable, a été par la suite fortement décrié.
Mais cela n'empêche pas Roques de perdre, lors des élections de 1951, son siège de député.
N'ayant pas d'intérêt pour les mandats locaux, il s'éloigne de la vie politique. Il reprend son travail d'avoué, milite pour le développement de la langue occitane, et exerce, de 1962 à 1966, la direction de l'hebdomadaire Le Midi.
Il prend sa retraite en 1971.

## Détail des fonctions et des mandats
Mandat parlementaire
- 10 novembre 1946 - 4 juillet 1951 : Député de la Haute-Garonne